# Tom Tykwer
Tom Tykwer (* 23. května 1965, Wuppertal, Německo) je německý filmový a televizní režisér.

## Život
Tykwer se narodil v roce 1965 v německém Wuppertalu. Kinematografie ho fascinovala už v raném věku (v jedenácti letech natočil svůj první film na Super 8), avšak musel projít poměrně složitou cestou, než dosáhl úspěchu. Po maturitě (s průměrným výsledkem 3,6 na škále od jedné do šesti) nebyl přijat na filmovou školu a veškeré znalosti proto získával jen na základě vlastních zkušeností. Než se dostal k režii, vyzkoušel nejrůznější filmařské profese – od skriptu až po asistenci produkce.

## Tvorba
Svou profesionální kariéru začal v televizi, kde pracoval mimo jiné na portrétech režisérů Wima Wenderse, Akiho Kaurismäkiho nebo Petera Greenwaye. Zároveň se věnoval tvorbě krátkých filmů, z nichž prvním významnějším byl snímek Because (1990), o dva roky později pak následoval Epilog. Tykwerovým celovečerním debutem byl film Smrtelná Marie (Die tödliche Maria, 1993).

### Produkce
V roce 1994 založil Tom Tykwer společně se Stefanem Arndtem, Wolfgangem Beckerem a Danim Levym produkční firmu X Filme Creative Pool, v rámci níž pak byly produkovány všechny další Tykwerovy filmy. Pod křídly X Filme Creative Pool ale vznikaly i jiné výrazné německé snímky, například film Good bye, Lenin! (2003) režiséra Wolfganga Beckera.

### Režie
Po Smrtelné Marii následovala čtyřletá pauza, po níž Tykwer natáčí Zimní spáče (Winterschläfer, 1997), kteří představují jeden z uměleckých vrcholů jeho tvorby. V Zimních spáčích rozvíjí Tykwer důmyslnou nit, do které jsou zapleteny osudy jeho melancholických hrdinů. 

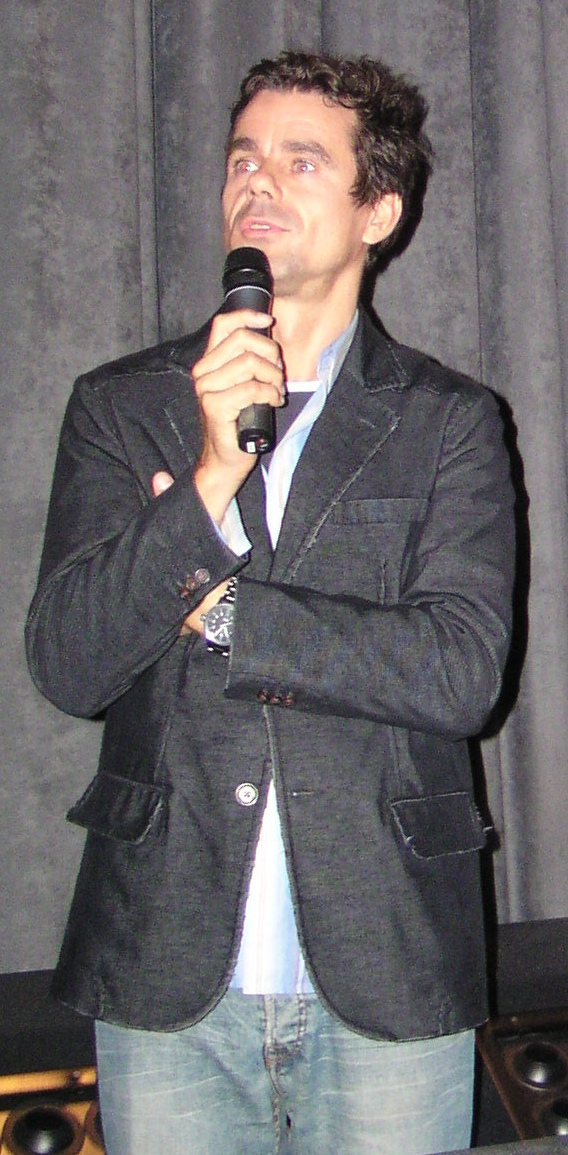
Tom Tykwer Sternenpalast

Slávu na komerční scéně mu ale přináší teprve film Lola běží o život (Lola rennt, 1998). Při tvorbě Loly využil Tykwer jednoduchý, ale rafinovaný nápad časového posunu ústřední dějové linky, který vede k její multiplikaci do dílčích epizod. Hlavní role Loly se zhostila tehdejší Tykwerova přítelkyně Franka Potente, která hrála i v jeho následujícím snímku Princezna a bojovník (Der Krieger und die Kaiserin, 2000). Tykwer se jím vrátil zpět k pomalejšímu tempu Zimních spáčů. Jednalo se sice o návrat poněkud nejistý, přesto ale tento film získal v roce 2001 hlavní cenu na filmovém festivalu v Pule.
Ve snímku Nebe (Heaven, 2002) využil Tykwer scénář z autorské dílny dvou slavných Krzysztofů – Kieślowského a Piesiewicze (Dvojí život Veroniky, Tři barvy: Modrá, Bílá, Červená atd.). Je zde patrný respekt, který Tykwer cítil vůči Kieślowského způsobu práce, ale to je paradoxně spíše slabší stránka filmu.
Zajímavým počinem byla účast na rozsáhlém filmovém projektu Paříži, miluji tě (2006), kterého se zúčastnilo dvacet režisérů. Každý z nich natočil několikaminutovou pasáž odehrávající se v určitém městském obvodu Paříže. Těmito relativně samostatnými segmenty prochází jednotící dějová linka, která je pojí do smysluplného celku. Mezi zúčastněnými autory se kromě Toma Tykwera objevuje například Vincenzo Natali (režíroval neobvyklý snímek Cube – Kostka) nebo Brazilec Walter Salles. Jedním z režisérů je i Ethan Coen, který v rámci autorské dvojice bratří Coenů působil jako spoluautor scénářů a producent, zatímco režii dosud přenechával svému staršímu bratru Joelovi (např. Fargo, Big Lebowski, Muž, který nebyl). Tykwerovým příspěvkem do projektu "Paříži, miluji tě" je přibližně desetiminutový snímek, který běžel v německých kinech i jako samostatný krátký film pod názvem „True“. Tykwer si vybral (nebo mu byl přidělen) 10. pařížský obvod a jeho epizoda se jmenuje „Faubourg Saint-Denis“.
Velmi úspěšným Tykwerovým dlouhometrážním snímkem je Parfém: Příběh vraha. Jedná se o adaptaci slavného románu Patricka Süskinda "Das Parfum. Die Geschichte eines Mörders". Scénář si Tom Tykwer napsal sám, čímž se vrátil opět ke svému dřívějšímu způsobu práce.
V roce 2017 měla premiéru Tykwerem spolurežírovaná historická sága Babylon Berlin z Německa 30.-40. let podle románu Volkera Kutchera. Seriál pro TV Sky napsal a režíroval společně s Henkem Handloegtenem a Achimem von Borries. Jedná se o jeden z nejdražších evropských televizních seriálů v historii.

### Filmová hudba
Tom Tykwer je spoluautorem hudby všech svých krátkých i celovečerních snímků. Nejznámější jsou patrně skladby z filmu Lola běží o život.
Příležitostně se Tykwerovo jméno objevuje i na soundtracích filmů jiných režisérů. Například pro soundtrack Matrix Revolutions natočil Tykwer společně s Johnny Klimekem, Reinholdem Heilem a Bethem Hirschem skladbu "In My Head". Tykwer, Klimek a Heil tvoří pod uměleckým jménem "Pale 3". Heil a Klimek již s Tykwerem spolupracovali mimo jiné i na hudbě k filmům Zimní spáči, Lola běží o život a Princezna a bojovník.

## Filmografie
- 2024 – Das Licht (ve výrobě)
- 2017-2023 – Babylon Berlin
- 2016 – Hologram pro krále
- 2012 – Atlas mraků
- 2010 – 3
- 2009 – International
- 2006 – Parfém: Příběh vraha (Perfume: The Story of a Murderer)
- 2004 – True – součást projektu "Paris, je t’aime"
- 2002 – Nebe (Heaven)
- 2000 – Princezna a bojovník (Der Krieger und die Kaiserin)
- 1998 – Lola běží o život (Lola rennt)
- 1997 – Zimní spáči (Winterschläfer)
- 1993 – Smrtelná Marie (Die tödliche Maria)
- 1992 – Epilog (krátkometrážní)
- 1990 – Because (krátkometrážní)